# Likovac
Likovac ( lat. Daphne nom. cons.), rod listopadnog a najviše vazdazelenog grmlja iz porodice vrebinovki. Ovaj rod je još jedan po kojem je porodica vrebinovki nazvana likovci i likovčine. 
Vrste koje joj pripadaju autohtone su u Europi, Aziji i Africi. U Hrvatskoj postoji barem pet vrsta, to su: planinski likovac (D. alpina), blagajev likovac (Daphne blagayana), crveni uskolisni likovac (D. cneorum), vazdazeleni ili lovorasti likovac (D. laureola) i obični likovac (D. mezereum)

## Vrste
1. Daphne acutiloba
2. Daphne alpina
3. Daphne altaica
4. Daphne angustiloba
5. Daphne arbuscula
6. Daphne arisanensis
7. Daphne aurantiaca
8. Daphne austrocochinchinensis
9. Daphne axillaris
10. Daphne axilliflora
11. Daphne bholua
12. Daphne blagayana
13. Daphne brevituba
14. Daphne caucasica
15. Daphne championii
16. Daphne cneorum
17. Daphne composita
18. Daphne depauperata
19. Daphne domini
20. Daphne emeiensis
21. Daphne erosiloba
22. Daphne esquirolii
23. Daphne feddei
24. Daphne gemmata
25. Daphne genkwa
26. Daphne giraldii
27. Daphne glomerata
28. Daphne gnidioides
29. Daphne gnidium
30. Daphne gracilis
31. Daphne grueningiana
32. Daphne haematocarpa
33. Daphne hekouensis
34. Daphne hendersonii
35. Daphne holosericea
36. Daphne jarmilae
37. Daphne jasminea
38. Daphne jezoensis
39. Daphne jinyunensis
40. Daphne juraseki
41. Daphne kamtschatica
42. Daphne kingdon-wardii
43. Daphne kiusiana
44. Daphne kosaninii
45. Daphne laciniata
46. Daphne laureola
47. Daphne leishanensis
48. Daphne libanotica
49. Daphne limprichtii
50. Daphne longilobata
51. Daphne longituba
52. Daphne ludlowii
53. Daphne luzonica
54. Daphne macrantha
55. Daphne malyana
56. Daphne mezereum
57. Daphne miyabeana
58. Daphne modesta
59. Daphne morrisonensis
60. Daphne mucronata
61. Daphne myrtilloides
62. Daphne nana
63. Daphne odora
64. Daphne ogisui
65. Daphne oleoides
66. Daphne pachyphylla
67. Daphne papyracea
68. Daphne pedunculata
69. Daphne penicillata
70. Daphne petraea
71. Daphne pontica
72. Daphne pseudomezereum
73. Daphne pseudosericea
74. Daphne purpurascens
75. Daphne reichsteinii
76. Daphne retusa
77. Daphne rhynchocarpa
78. Daphne rodriguezii
79. Daphne rosmarinifolia
80. Daphne savensis
81. Daphne sericea
82. Daphne sojakii
83. Daphne sophia
84. Daphne stapfii
85. Daphne striata
86. Daphne sureil
87. Daphne tangutica
88. Daphne taylorii
89. Daphne tenuiflora
90. Daphne tripartita
91. Daphne velenovskyi
92. Daphne wolongensis
93. Daphne xichouensis
94. Daphne yunnanensis